# Страссер, Родни
Ро́дни Стра́ссер (англ. Rodney Strasser; родился 30 марта 1990 года, Фритаун) — сьерра-леонский футболист полузащитник.

## Карьера
21 декабря 2008 года дебютировал в официальном матче за «Милан», выйдя на замену вместо Кахи Каладзе. Этот матч, в котором «Милан» играл против «Удинезе», закончился со счётом 5:1 в пользу красно-чёрных. В сезоне 2008/09 провёл 1 матч в чемпионате и в сезоне 2009/10 тоже провёл 1 матч в Серии А.
6 января 2011 года, в матче «Кальяри» - «Милан», выйдя на замену вместо Дженнаро Гаттузо забил свой первый и победный гол за «Милан» с передачи Антонио Кассано. Этот матч закончился со счетом 0:1 в пользу «Милана».
19 июля 2011 года перешёл в «Лечче» на правах годичной аренды.

## Достижения
- Чемпион Италии: 2011

## Статистика
на 6 января 2011
| Сезон   | Клуб  | Лига    | Чемпионат | Чемпионат | Кубок | Кубок | Континт. | Континт. | Прочие | Прочие |
| Сезон   | Клуб  | Лига    | Игры      | Голы      | Игры  | Голы  | Игры     | Голы     | Игры   | Голы   |
| ------- | ----- | ------- | --------- | --------- | ----- | ----- | -------- | -------- | ------ | ------ |
| 2008/09 | Милан | Серия А | 1         | 0         | 0     | 0     | 0        | 0        | —      | —      |
| 2009/10 | Милан | Серия А | 1         | 0         | 0     | 0     | 0        | 0        | —      | —      |
| 2010/11 | Милан | Серия А | 2         | 1         | 0     | 0     | 1        | 0        | —      | —      |